# 106-я тяжёлая бомбардировочная авиационная дивизия
106-я тяжелая бомбардировочная авиационная дивизия им. 60-летия СССР (106-я ТБАД) — авиационная дивизия Дальней авиации СССР с 1955 года, базирование управления АД — аэродром Узин. В 1992 году дивизия перешла под юрисдикцию уже независимой Украины и в соответствии с планом Нанна — Лугара вскоре была расформирована.

## История наименований
- 106-я тяжелая бомбардировочная авиационная дивизия (с 1955 года)
- 106-я тяжелая бомбардировочная авиационная дивизия им. 60-летия СССР (с 1982 года)

## Состав дивизии
- Управление дивизии (с 1955 года до конца, аэр. Узин)
- 409-й тяжёлый бомбардировочный авиационный полк в/ч 40433 (1955 год, Узин), в 1986 году переформирован в 409-й авиационный полк самолётов-заправщиков, без изменения места дислокации
- 1006-й тяжёлый бомбардировочный авиационный полк (1956 год, Узин)
- 182-й гвардейский Краснознаменный Севастопольско-Берлинский тяжёлый бомбардировочный авиационный полк (1962 год, аэр. Моздок)
- 1023-й тяжёлый бомбардировочный авиационный полк (сформирован в 1956 году, в 1958 году передан с состав 79-й тяжёлой бомбардировочной авиационной дивизии и перебазирован на аэродром Чаган (Семипалатинск-2)).
- Управление 79-й тяжёлой бомбардировочной авиационной дивизии формировалось на базе 106-й ТБАД, переведено в 1958 году на аэр. Семипалатинск-2

## История
Формирование 106-й ТБАД было начато в 1955 г. на аэродроме Узин (Киевская обл. УССР) в составе 43-й Воздушной Армии Дальней Авиации СССР. Первым командиром дивизии был назначен дважды Герой Советского Союза генерал-майор А. И. Молодчий.
Главную задача полков дивизии — нанесение ответного ядерного удара по военным объектам на территории США в случае, если таковой будет нанесен по территории СССР. Также задачами дивизии были определены:
- нанесения бомбовых ударов по целям в глубине территории противника с использованием обычных бомб;
- ведение разведки флота вероятного противника в нейтральных водах Мирового океана;
- действия против флота противника в акватории Мирового океана и в его базах;
- поиск и уничтожение авианосных групп ВМС противника;
- патрулирования водных границ

Также экипажи дивизии участвовали в ядерных испытаниях на Семипалатинском полигоне и на Новой Земле.
На вооружении полков дивизии были самолёты Ту-95 в различных модификациях с 1955 года, также один пассажирский Ту-114 и два Ту-116, для перевозок командировочных. Впоследствии полки перевооружились на Ту-95МС и Ил-78.
В 1986 году 409-й ТБАП был перевооружен самолётами Ил-78М и стал полком самолётов-заправщиков (409-й АПСЗ). В конце 80-х гг. 182-й Гвардейский ТБАП в Моздоке был передан в 201-ю ТБАД. Новый состав дивизии:
- 409-й АПСЗ (24 самолёта Ил-78)
- 1006-й ТБАП (от 19 до 25 самолётов типа Ту-95)

В 1992 году 106-я авиадивизия вошла в состав ВВС Украины и вскоре была расформирована в соответствии с междугородными обязательствами, принятыми на себя Украиной и её безъядерным и нейтральным статусом (1006-й ТБАП при этом был расформирован, а 409-й АПСЗ переформирован в транспортный авиаполк). В процессе расформирования дивизии на её базовом аэродроме Узин была развернута база разделки самолётов Ту-95МС в соответствии с планом Нанна — Лугара. 182-й гв. ТБАП в середине 90-х годов был перебазирован на аэродром Украинка (г. Серышево) в Амурской области.
В 1998 году было принято решение о разделке на цветмет украинских самолётов Ту-95МС, но вскоре три самолёта были переданы Российской Федерации в счёт погашения долгов на поставку газа; последний Ту-95МС был перегнан в 1999 году, 15 было порезано.

## Командиры дивизии
- генерал-майор Молодчий Александр Игнатьевич (1920-2002)
- полковник Решетников Василий Васильевич (1919-2023)
- ГСС полковник Плохов Алексей Александрович (1921 – 2006)
- генерал-майор Шиханов Иван Васильевич (1921 – …)
- генерал-майор Матросов Михаил Васильевич (1921 – …)
- генерал-майор Никитов Владимир Алексеевич (1933 – …)
- генерал-майор Толстухин Юрий Николаевич
- полковник Пищагин Дмитрий Борисович
- генерал-майор Степанов Владислав Алексеевич (1937 – 2021)
- генерал-майор Соловьёв Анатолий Иванович
- генерал-майор Тузов Геннадий Викторович (1944 – 1991)
- генерал-майор Башкиров Михаил Михайлович (последний).